# سوزان لرد

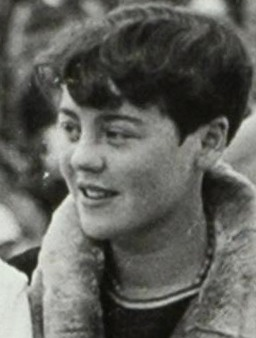
سوزان لرد در المپیک 1928

سوزان لرد (به انگلیسی: Susan Laird) (زادهٔ ۱۸ ژوئیهٔ ۱۹۰۸) شناگر اهل ایالات متحده آمریکا است.